# Al-Jahra Sporting Club
Al Jahra SC (en árabe: نادي الجهراء الرياضي‎) es un equipo de fútbol de Kuwait que juega en la Liga Premier de Kuwait, la liga de fútbol más importante del país.

## Historia
Fue fundado en el año 1966 en la ciudad de Al-Yahra y han ganado el título de la máxima categoría en una ocasión en el año 1990, en la época en la que el fútbol de Kuwait no era profesional, y cuenta con secciones en otros deportes como baloncesto, boxeo, voleibol y esgrima, las cuales no son tan populares como su sección de fútbol.
A nivel internacional participaron en la primera edición de la Copa de Clubes de la UAFA en la temporada 2012/13, en la cual fueron eliminados en la primera ronda por el Al-Fateh SC de Arabia Saudita. También han participado en la Liga de Campeones del Golfo, en la cual su mejor participación ha sido en la edición de 2012, en la que fueron eliminados en los cuartos de final por el Al-Khor Sports Club de Catar. 

## Palmarés
- Liga Premier de Kuwait: 1

1989/90
- Primera División de Kuwait: 2

1987/88, 2002/03
- Copa del Emir: 0
  - Finalista: 3

1996, 2002, 2013
- Copa Tishreen: 1

2007

## Participación en competiciones de la UAFA
- Copa de Clubes de la UAFA: 1 aparición

2012/13 - Primera ronda

## Participación en competiciones del Medio Oriente
| Temporada | Torneo               | Ronda            | Club      | Casa       | Visita |
| --------- | -------------------- | ---------------- | --------- | ---------- | ------ |
| 1992      | GCC Champions League | Grupos           | Riffa     | 2–2        | 2–2    |
| 1992      | GCC Champions League | Grupos           | Al-Rayyan | 0–1        | 0–1    |
| 1992      | GCC Champions League | Grupos           | Al-Hilal  | 0–1        | 0–1    |
| 1992      | GCC Champions League | Grupos           | Al Shabab | 0–3        | 0–3    |
| 1992      | GCC Champions League | Grupos           | Dhofar    | 0–0        | 0–0    |
| 2012      | GCC Champions League | Grupos           | Fanja SC  | 2–2        | 1–1    |
| 2012      | GCC Champions League | Grupos           | Muharraq  | 1–0        | 0–1    |
| 2012      | GCC Champions League | Cuartos de final | Al-Khor   | no se jugó | 0–1    |